# 신계역
신계역(新溪驛)은 조선민주주의인민공화국 황해북도 신계군 신계읍에 위치한 청년이천선의 역이다. 신계군의 중심지에 위치해 있는 역으로 근처에 농경지가 펼쳐져 있다.